# Dubečský hřbitov
Dubečský hřbitov se nachází v Praze 10 v městské části Dubeč, v části obce Dubeček, na rohu ulic Za Hřbitovem a K Vilkám. Jedná se o čtvercový hřbitov o rozloze přibližně 0,3 ha, hroby jsou umístěny zejména v pravé, severní části.

## Historie
Hřbitov byl založen roku 1892 jako náhrada za zrušený hřbitov u kostela svatého Petra v centru obce. Letopočet založení je uveden na podstavci železného kříže stojícího uprostřed hřbitova. Nevelký hřbitov se nachází v jihozápadní části obce uprostřed vilové čtvrti a je zastíněný vzrostlými kaštany. Je zaplněn pouze v pravé části a při zdi vlevo. V Dubči se nachází druhý hřbitov v při ulici Městská.

## Galerie

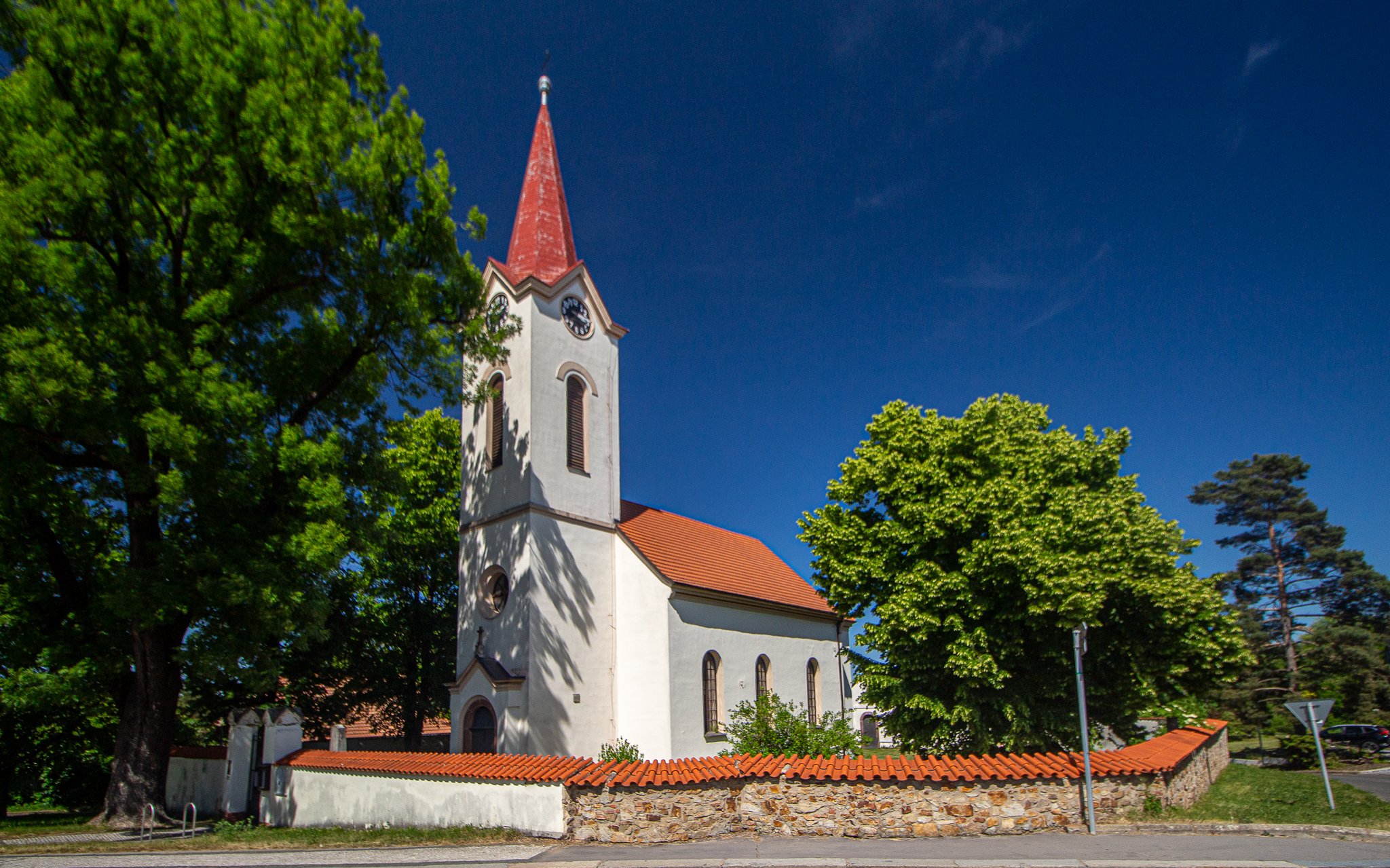
Původní hřbitov u kostela sv. Petra